# Liu Fuji

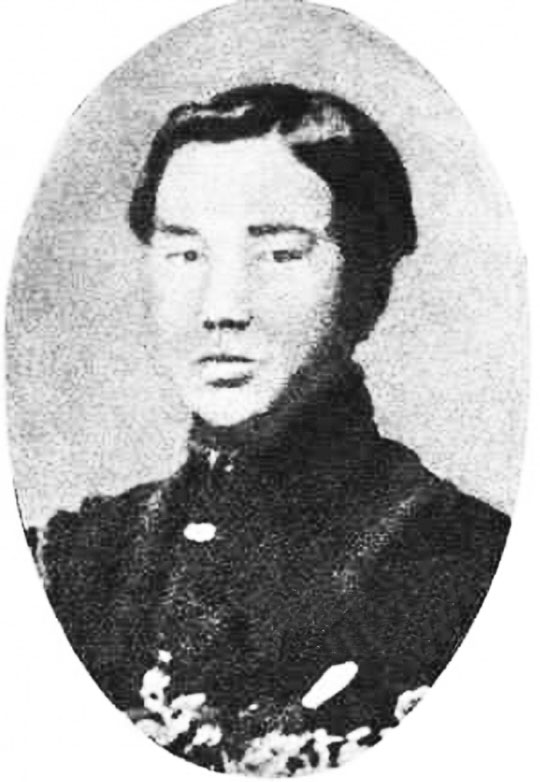
Porträt von Liu Fuji

Liu Fuji (chinesisch 劉復基 / 刘复基, Pinyin Liú Fùjī; * 20. Januar 1885 in Wuling, heutiger Stadtbezirk Dingcheng; † 10. Oktober 1911 in Wuchang), auch Liu Yaochen (chinesisch 劉瑤臣 / 刘瑶臣, Pinyin Liú Yáochén) oder Liu Yaozheng war ein chinesischer Journalist und Revolutionär, der an der Vorbereitung des Wuchang-Aufstandes beteiligt war.
Liu wurde in der südchinesischen Provinz Hunan in eine bäuerliche Familie geboren. Schon in jugendlichem Alter las er Werke von Autoren wie Huang Zongxi, Gu Yanwu und Wang Fuzhi, wodurch er mit nationalistischem Gedankengut in Kontakt kam. Im Jahre 1901 machte er die Bekanntschaft des revolutionär gesinnten Song Jiaoren, mit dem er später Freundschaft schloss und dessen revolutionäre Einstellung er übernahm. Im Jahre 1903 bestand er die Aufnahmeprüfung in eine höhere Schule in Wuling, folgte jedoch seinem Vater, der Anstellung bei der Regierung gefunden hatte. Dadurch kam Liu in Kontakt mit Mitgliedern von Geheimgesellschaften, er übernahm eine Stelle in einem Gefängnis der Gelaohui in West-Hunan.
Nachdem am 15. Februar 1904 Huang Xing, Liu Kuiyi und Song Jiaoren die Huaxinghui gegründet und mit der Planung für den Changsha-Aufstand begonnen hatten, wurde Liu Fuji Assistent von Song Jiaoren. Liu wurde beauftragt, sich in Changde zu positionieren und den Changsha-Aufstand von dort aus zu unterstützen. Nachdem der Aufstand fehlgeschlagen war, zog sich die Huaxinghui Anfang 1905 aus Hunan zurück. Liu ging zunächst in den Untergrund, reiste Ende 1905 nach Japan und trat dort auf Song Jiaorens Empfehlung der Tongmenghui bei.
Im Frühling 1906 wurde Liu Fuji aus Japan nach China zurückbeordert, um mit Personen wie Gu Youhua eine Agentur für den Vertrieb von in- und ausländischer Presse voranzutreiben. Parallel dazu verteilte er geheime revolutionäre Zeitungen wie Minbao (Volkszeitung, 民報). Im heutigen Wuhan wurde er Mitglied einer revolutionären Gesellschaft namens Rizhihui (日知會). Nachdem im September der Ping-Liu-Li-Aufstand ausgebrochen war, floh Liu nach Shanghai, wo er mit Persönlichkeiten wie Jiang Yiwu und Fu Junjian erneut revolutionäre Publikationen veröffentlichte.
Im Jahre 1908 wurde er von Liu Xingzheng eingeladen, in Wuhan als Verleger und Buchhalter einer Zeitung namens "Geschäftsnachrichten" (商務報) zu arbeiten. Während seiner Tätigkeit wurde der Ton dieser Zeitung zunehmend radikal. Als im April die Hungerrevolte von Changsha ausbrach, plante eine Gruppe, zu der auch Liu Fuji gehörte, am 24. April einen Aufstand durchzuführen, um die Aufständischen in Changsha zu unterstützen. Dieser Aufstand fand jedoch nie statt. Im September wurde Liu ein tragendes Mitglied der Gesellschaft zur Förderung militärischer Studien (振武學社). Im Jahr 1910 wurde Liu Fuji kurzzeitig in Haft genommen, nachdem er mit He Haiming und Li Baoliang einen Fürsprecher ausländischer Kredite im Streit um die Finanzierung von Eisenbahnstrecken namens Yang Du überfallen hatte. Dies führte zur Schließung der Geschäftsnachrichten. Im gleichen Jahr trat Liu in die Neue Armee ein.
Am 30. Januar 1911 nannte sich die Gesellschaft zur Förderung militärischer Studien in Literarische Gesellschaft um, ihr Vorsitzender wurde Jiang Yiwu. Liu Fuji wurde Chef der Abteilung für Kritik, die eine einheitliche Ideologie der Gruppe sicherstellen sollte, gewählt. Am 27. April scheiterte der Huanghuagang-Aufstand in Guangzhou, es begannen stärkere Repressionen der Qing gegen vermutete Revolutionäre. In dieser bat Liu um Beurlaubung, ging in den Untergrund und betätigte sich als Kurier und Agitator, um unter den Soldaten der Neuen Armee revolutionäre Tendenzen zu fördern. Am 10. Mai beschloss die Literarische Gesellschaft auf einer Versammlung, ein Hauptquartier in der Xiaochao-Straße 85 einzurichten. Liu wurde zum Sekretär der Gesellschaft bestimmt.

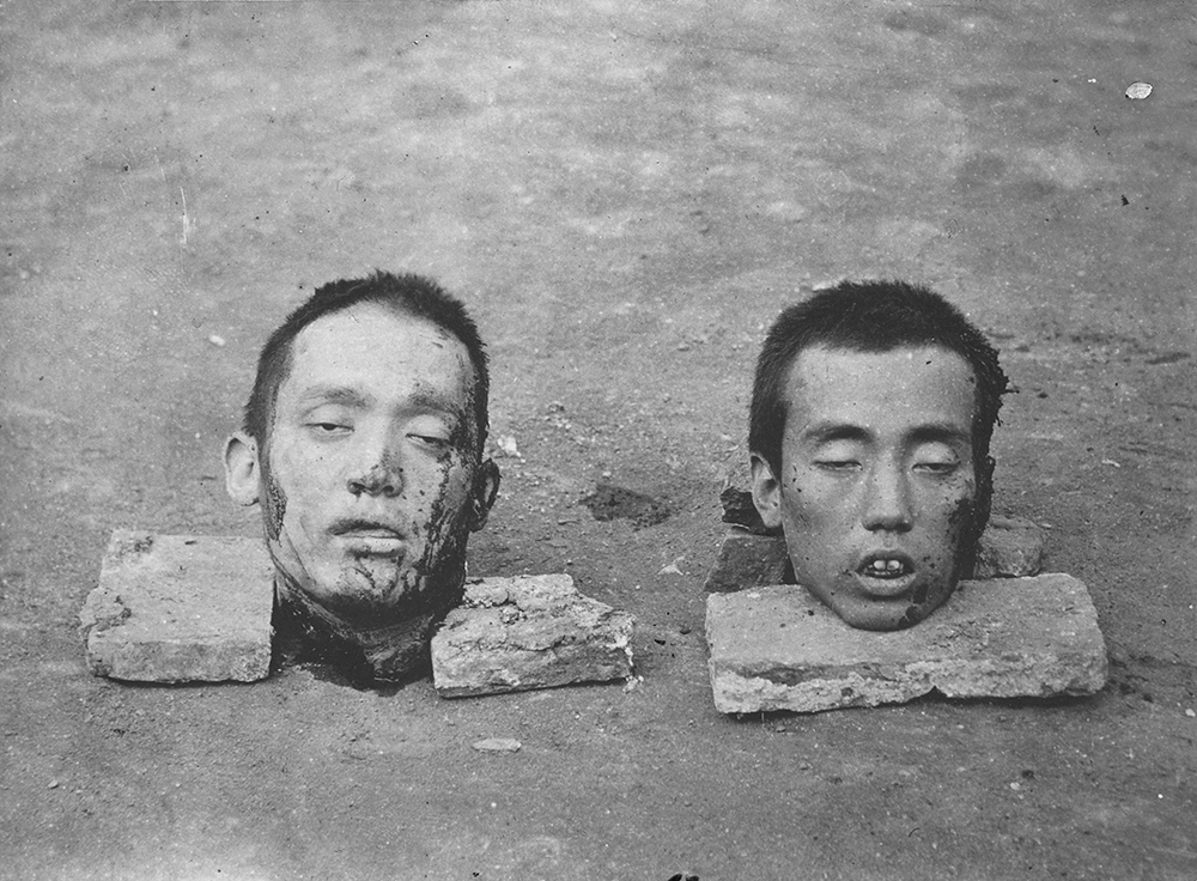
Öffentliche Zurschaustellung der Köpfe von Liu Fuji und Peng Chufan nach deren Hinrichtung am 10. Oktober 1911.

Nachdem die Literarische Gesellschaft sich entschlossen hatte, gemeinsam mit der Gesellschaft für Gemeinsamen Fortschritt einen Aufstand durchzuführen, war Liu in die Planungen für diesen Aufstand involviert. Der Aufstand wurde jedoch mehrmals verschoben, da der Generalgouverneur das Kriegsrecht über die Stadt verhängt hatte. Gegen Mittag des 9. Oktobers explodierte in einem Versteck der Gesellschaft für Gemeinsamen Fortschritt in Hankou eine Bombenwerkstatt, wodurch die Pläne der Aufständischen aufgeflogen waren. Wenngleich die Tongmenghui entschieden hatte, alle Aufstände zu verschieben, überzeugte Liu Fuji die anderen Revolutionäre, dass schnelles Handeln notwendig war. Er wurde kurz darauf bei einer Razzia der chinesischen Polizei in der Xiaochao-Straße verhaftet. Am frühen Morgen des 10. Oktober wurde Liu Fuji zusammen mit Peng Chufan und Yang Hongsheng vor dem Osttor des Yamen des Generalgouverneurs von Huguang hingerichtet.
Gerüchte, die nach der Hinrichtung der verhafteten Revolutionäre kursierten, führten dazu, dass die Soldaten den ursprünglich für den 9. Oktober geplanten Aufstand begannen. Die Revolutionäre waren in der Neuen Armee zwar in der Minderzahl, die Gerüchte um willkürliche Hinrichtungen von Männern ohne Zopf veranlassten aber viele nicht revolutionär eingestellte Soldaten dazu, sich dem Aufstand anzuschließen, weil sie dies als die sicherere Entscheidung betrachteten.